# Love & Peace = パラダイス
「Love & Peace = パラダイス」（ラブ アンド ピース パラダイス）は、真野恵里菜のメジャー5枚目のシングル（インディーズから通算して8枚目）。2009年11月25日発売。

## 概要
初回生産限定盤A、BはCD＋DVDで、初回生産限定盤C、通常盤はCDのみ。初回生産限定盤A、B、Cともイベント応募ハガキが封入されていた。
シャ乱Qのたいせいが本名名義で作曲を担当した。
2009年12月16日に発売された1stアルバム『FRIENDS』には収録されていない。翌2010年11月24日に発売された2ndアルバム『MORE FRIENDS』に収録された。
ミュージック・ビデオでは、前々作「世界は サマー・パーティ」、前作「この胸のときめきを」に引き続き、バックダンサーとしてハロプロエッグでS/mileageの和田彩花、前田憂佳、福田花音、小川紗季以上4名が出演している。
「Love & Peace = パラダイス」は、テレビ東京系アニメ『キティズパラダイス peace』エンディング曲、真野恵里菜主演舞台『恋するハローキティ』テーマソング。
カップリング曲「Love & Peace = パラダイス feat. ハローキティ」は、テレビ東京系アニメ『キティズパラダイス peace』エンディング曲。ハローキティの声は林原めぐみが担当している。

## 収録曲
全作詞：三浦徳子　作曲：経塚泰誠
1. Love & Peace = パラダイス
編曲：大久保薫
2. Love & Peace = パラダイス feat. ハローキティ
編曲：大久保薫
3. 18才の季節
編曲：高橋諭一
4. Love & Peace = パラダイス(Instrumental)

## 参加ミュージシャン
Love & Peace = パラダイス
- バイオリン&ビオラ：大先生室屋
- 他の全ての楽器：大久保薫
- コーラス：稲葉貴子

## シングルV
2009年12月2日に発売された真野恵里菜の5thシングルDVD。

### 収録内容
1. Love & Peace ＝ パラダイス(MUSIC CLIP)
2. Love & Peace ＝ パラダイス(Close-up Ver.)
3. メイキング映像

## 発売記念イベント
- 11月24日 18：30 東京・タワーレコード新宿店10Fイベントスペース 握手会のみ
- 11月25日 18：30 大阪・タワーレコード梅田NU茶屋町店6Fイベントスペース
- 11月26日 18：30 東京・お台場ヴィーナスフォート教会広場
- 11月27日 17：30 東京・タワーレコード渋谷店B1「STAGE ONE」 握手会のみ
- 11月28日 12：30・15：30 東京・東武百貨店 池袋店8F屋上ステージ （真野恵里菜、S/mileage）
- 11月29日 14：00・16：30 東京・東京ドームシティラクーアガーデンステージ （真野恵里菜、S/mileage）

### マノソナタ〜プレミアムライブ It's a クリスマスパラダイス!〜
- 12月12日 18：00 東京・サンリオピューロランド
- 12月13日 14：00・17：00 大阪・ライブホール KOO'ON